# 张卫 (1993年1月)
张卫（1993年1月19日—），男，江苏南通人，中国大陆足球运动员，现由中国足球超级联赛球队江苏舜天租借至中乙联赛成都钱宝。

## 生平

### 俱乐部生涯
张卫出自南通体校，2007年进入江苏足协队。在2011年和2012年代表江苏青年参加中国足球乙级联赛。他被诊断有心脏疾病并在2012年底接受手术治疗，术后恢复良好，很快就重回绿茵场。
2014年，张卫进入中国足球超级联赛球队江苏舜天一线队。2014年7月23日，他在2014年中国足协杯对阵中乙球队丽江嘉云昊的比赛第80分钟替补孙可出场，首次代表江苏舜天亮相。10月26日，他在江苏舜天0比3不敌上海东亚的比赛第61分钟替补外援埃迪森·托洛扎出场，上演中超联赛首秀。
2016年6月22日，中乙球队成都钱宝宣布租借张卫，租借期至12月31日。